# 2022 în literatură
- 2021 în literatură — 2022 în literatură — 2023 în literatură

2022 în literatură implică o serie de evenimente:

## Cărți noi

### Cărți de știință
- 2022 (lansată în iunie) — Mihai Netea - O istorie genetică (incompletă) a românilor (240 de pagini) - Editura Humanitas, București, 2022[1]

## Premii literare
- Premii UNITER
- Medalia Premiului NobelPremiul Nobel pentru Literatură — [[]]